# Brachay
Brachay település Franciaországban, Haute-Marne megyében. Lakosainak száma 62 fő (2022. január 1.). Brachay Ferrière-et-Lafolie, Flammerécourt, Mathons, Blécourt, Charmes-en-l’Angle és Charmes-la-Grande községekkel határos.

## Népesség
A település népességének változása:
| Lakosok száma | 158  | 77   | 74   | 60   | 55   | 56   | 61   | 63   | 63   | 62   |
|               | 1968 | 1982 | 1990 | 2006 | 2013 | 2015 | 2017 | 2019 | 2020 | 2022 |